# Kasterense Watermolen
De Kasterense Watermolen was een watermolen op de Dommel. Deze stond in de buurtschap Kasteren, bij Liempde.

## Geschiedenis
Vermoedelijk stond hier al een watermolen in de 12e of 13e eeuw. Ze werd aanvankelijk gebruikt als graanmolen. Het eerste document waarin deze molen nadrukkelijk wordt genoemd is van 1294. Dan blijkt Willem van Cuijk (1260-1319), Heer van Boxtel, de molen te leen te hebben van de Hertogin Johanna van Brabant.
Het Hertogdorp Liempde werd in 1391 door de Hertogin beleend, maar het leen was verdeeld over diverse eigenaren. In 1466 echter kwam de heerlijkheid geheel in het bezit van Henric van Ranst, die Heer van Boxtel was. De opvolgende Heren van Boxtel verpachtten de molen aan particuliere molenaars. Uiteindelijk kwam de laatste Heer van Boxtel ene Frederik van Salm Kyrburg, aan zijn einde in 1794 door de Franse guillotine. Deze Heer had ook schulden, die na zijn dood vereffend moesten worden. Daarom werd de molen omstreeks 1800 verkocht aan particulieren.

## Verval
Nadat de molen in de eerste helft van de 19e eeuw nog in gebruik was als oliemolen, raakte ze gaandeweg in verval. Er kwamen klachten over de molenaar die het water te veel opstuwde, waardoor weilanden onder water liepen. Uiteindelijk kocht het Waterschap De Dommel de molen op in 1925. In 1936 werden de sluis en de oliemolen afgebroken. De graanmolen, die ondertussen door een oliemotor werd aangedreven, werd in 1949 verkocht aan de Coöperatieve Aan- en Verkoopvereniging (CAV) te Liempde. In 1960 werd de molen door bliksem getroffen en brandde vrijwel geheel af. De molengang werd gedempt met houtafval van de Liempdese klompenindustrie. In 1986 werden opgravingen uitgevoerd en is er een stichting opgericht met als doel om de watermolen te herbouwen.

## Naburige watermolens
Stroomopwaarts langs de Dommel vond men de Borchmolen, terwijl zich stroomafwaarts de Boxtelse Watermolen bevindt. De Antselse Watermolen bevond zich op de Grote Waterloop die stroomopwaarts in de Dommel uitmondde.